# 北魏镇
北魏镇，原为北魏乡，是中华人民共和国河北省廊坊市大城县下辖的一个乡镇级行政单位。2018年12月撤乡设镇。区划代码改为131025108。

## 行政区划
北魏镇下辖以下地区：
北魏村、北良村、南魏村、魏吉村、双庙村、张都村、牛庄村、西杜各庄村、东杜各庄村、高家庄村、汉留各庄村、王香村、南阜村、门远庄村、焦远庄村、刘远庄村、冯远庄村、北蔡村、邱庄村、徐庄村、郑家村、刘家村、前张村、常张村、后张村、正村、南蔡村、后屯村、前屯村、魏胡村、芦家庄村和韩村。